# Disconto-Gesellschaft

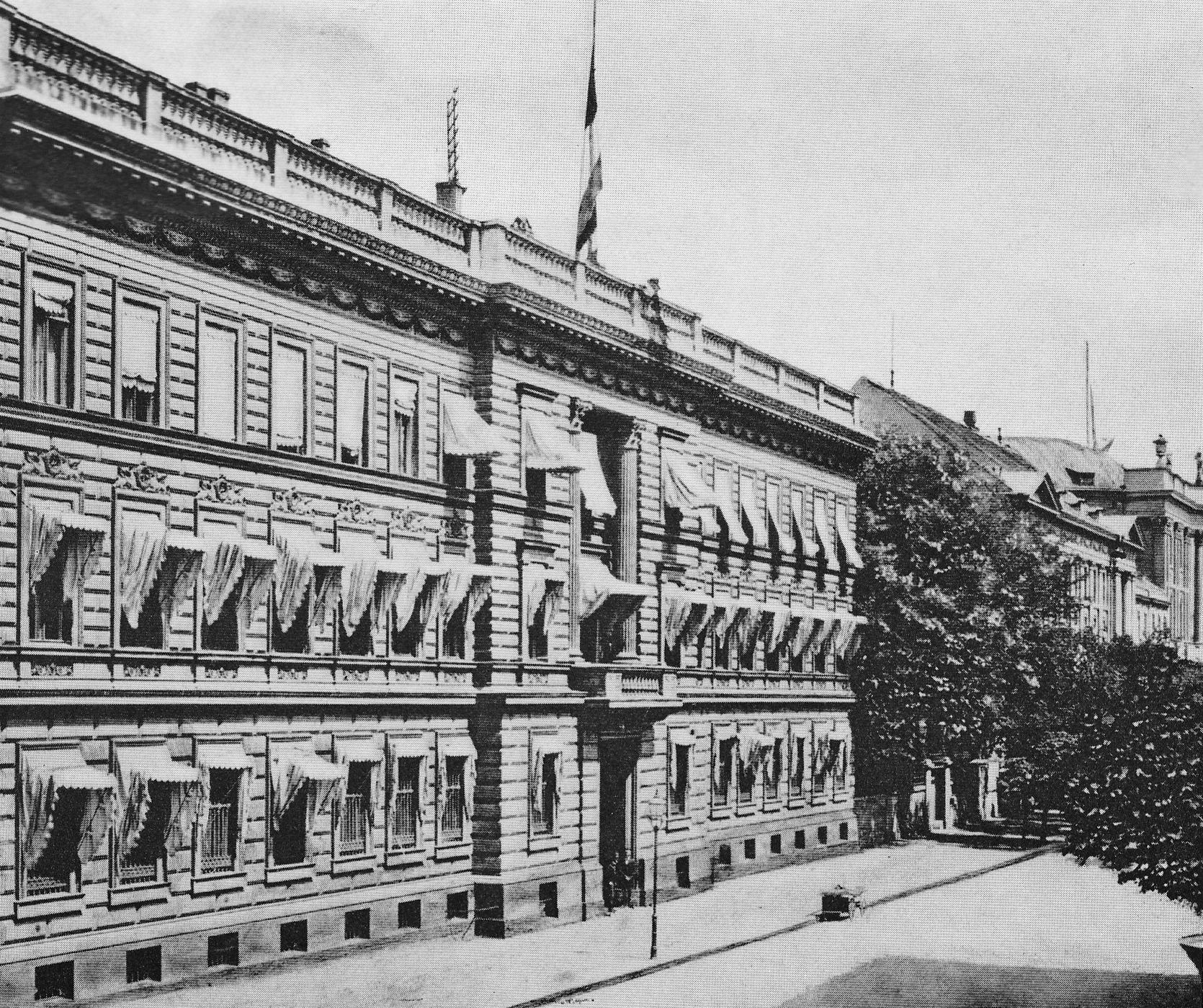
Hauptgebäude der Disconto-Gesellschaft, Behrenstraße 43/44 (alte Fassade)

Kassensaal der Disconto-Gesellschaft in Berlin (1903, die Büste Adolph von Hansemanns wurde zu seinem Tode aufgestellt)

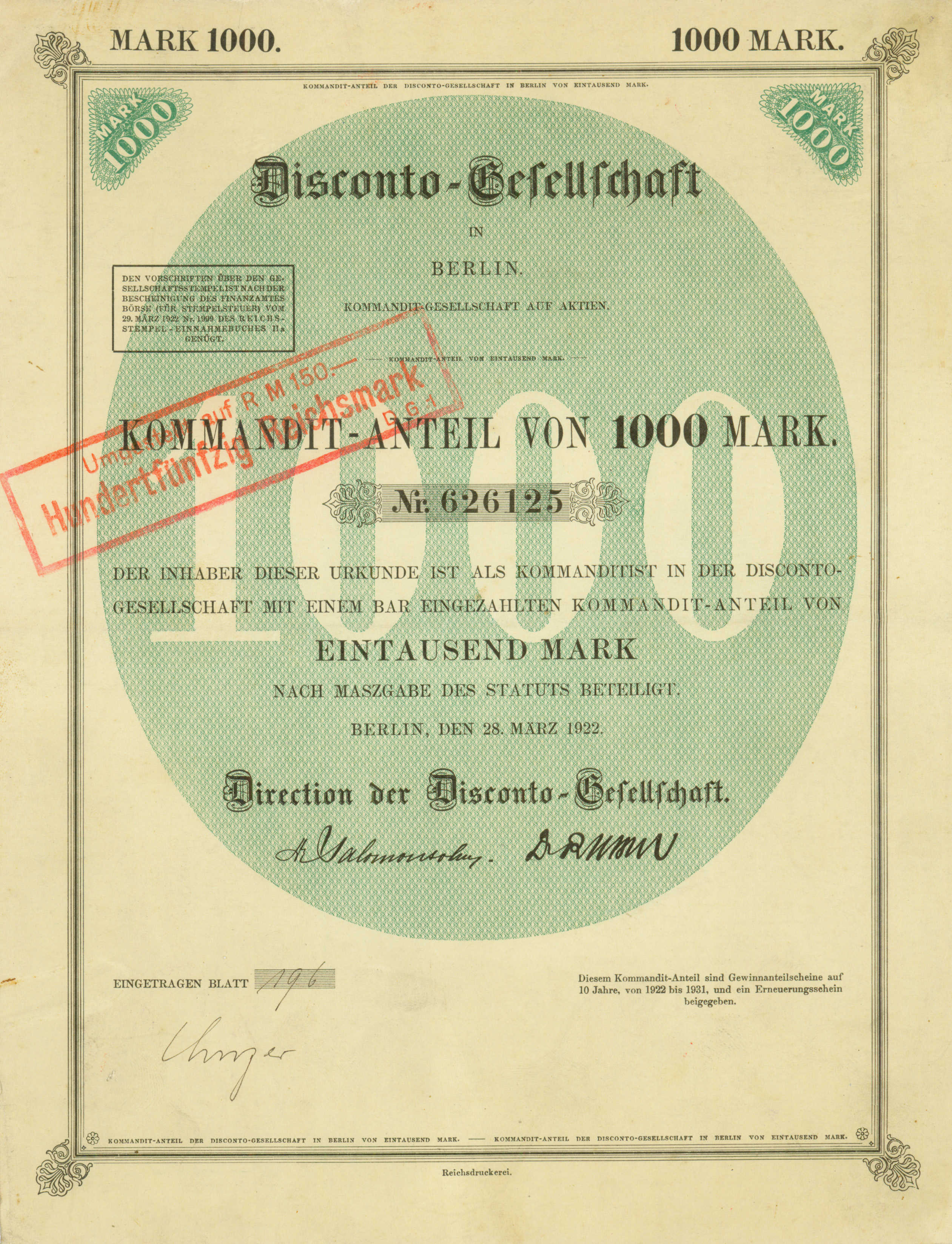
Kommandit-Anteil der Disconto-Gesellschaft vom 28. März 1922

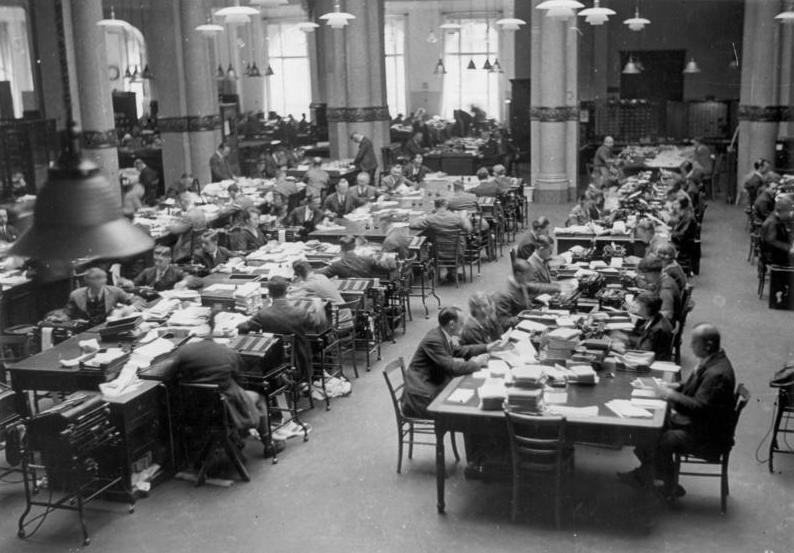
Innenansicht der Deutschen Bank und Disconto-Gesellschaft, 1930

Die Disconto-Gesellschaft – eigentlich Direction der Disconto-Gesellschaft – war eine der größten deutschen Bankgesellschaften. Sie wurde 1851 gegründet und fusionierte 1929 mit der Deutschen Bank. Ihr Sitz war in Berlin.

## Geschichte
Die Disconto-Gesellschaft wurde nach den Plänen des Bankiers David Hansemann als Genossenschaft mit 236 Mitgliedern, die zusammen 541.600 Taler (= 1,6 Millionen Mark) einbrachten, gegründet und nahm am 15. Oktober 1851 ihren Geschäftsbetrieb auf. Ursprünglich sollte der Höchstbetrag eines Geschäftsanteils 10.000 Taler (= 30.000 Mark) betragen. Dieser Höchstbetrag wurde jedoch bis 1855 auf 60.000 Taler (= 180.000 Mark) erhöht, so dass die Disconto-Gesellschaft aufgrund der geänderten Gesellschafterstruktur 1856 in eine Kommanditgesellschaft auf Aktien umgewandelt wurde. Ab 1859 beteiligte sich die Disconto-Gesellschaft auch bei der Emission von preußischen Staatsanleihen. Sie war nach 1866 über Jahrzehnte die mächtigste Bank im Preußen-Konsortium, das die preußischen und deutschen Staatsanleihen am Markt unterbrachte.
Adolph von Hansemann, ein Sohn von David Hansemann, übernahm nach dessen Tod 1864 die Geschäftsführung und führte die Bank bis zu seinem Tod 1903 sehr erfolgreich. Die Bank engagierte sich im Geschäft mit der Südsee und wurde einer der Antreiber beim Übergang zur aktiven Kolonialpolitik, die Reichskanzler Otto von Bismarck bislang ablehnte, 1879/80 gelang es der Bank, die Reichsregierung dazu zu bewegen, die Samoa-Vorlage in den Reichstag einzubringen: Dabei ging es um eine Garantie, die das Reich für das Hamburger Handelshaus von Johan Cesar VI. Godeffroy übernehmen sollte, das nach Geschäften auf Samoa bankrottgegangen war. Die Liberalen sahen dies aber als einen weiteren Schritt Bismarcks in Richtung Staatsinterventionismus an und ließen die Vorlage durchfallen. Im September 1880 forderte Hansemann, das Deutsche Reich müsse Kolonien in der Südsee erwerben, namentlich auf Samoa und Neuguinea, wo die Disconto-Gesellschaft geschäftliche Interessen hatte. Hansemann gründete die Neuguinea-Kompanie, welche bis 1886 Teile Neuguineas, den Bismarck-Archipel und die Salomon-Inseln erwarb. Die Hoheitsrechte über diese Gebiete übernahm bis 1899 das Reich.
Bis 1895 war die Disconto-Gesellschaft ausschließlich in Berlin tätig. Im Jahre 1895 wurde die Norddeutsche Bank in Hamburg durch Verhandlungen von Max von Schinckel – dem späteren Aufsichtsratsvorsitzenden beider Institute – in eine Tochtergesellschaft der Disconto-Gesellschaft umgewandelt. Die Aktionäre der Norddeutschen Bank erhielten 40 % der Aktien der Disconto-Gesellschaft, deren Grundkapital durch diese Fusion auf 115 Millionen Mark erhöht wurde. In den folgenden Jahren wuchs die Disconto-Gesellschaft durch Übernahme anderer Bankhäuser zu einer der größten deutschen Banken heran.
Die Disconto-Gesellschaft übernahm:

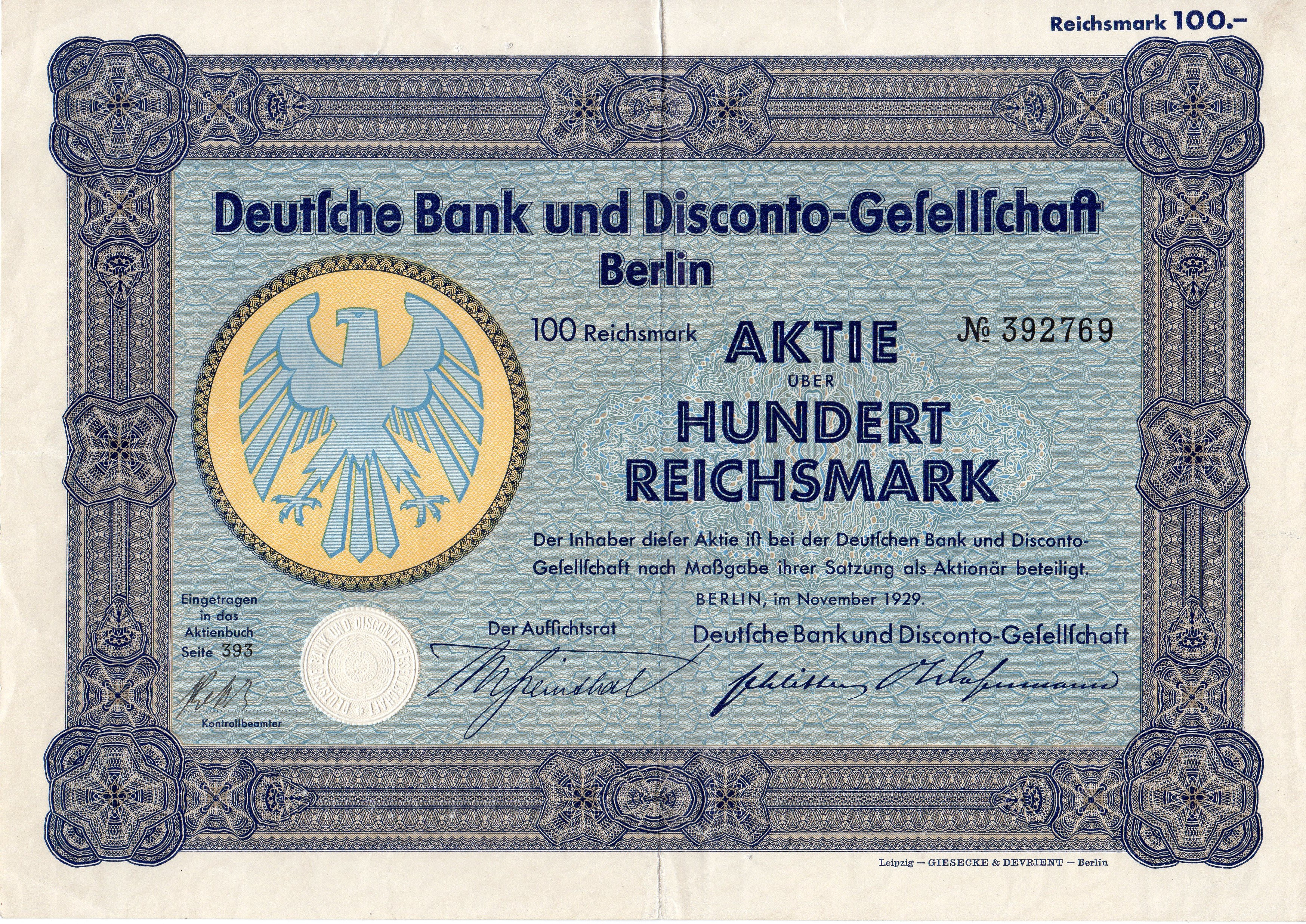
Gründeraktie der Deutschen Bank und Disconto-Gesellschaft vom November 1929

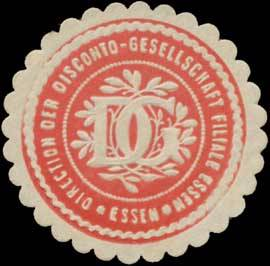
Disconto-Gesellschaft – Siegelmarke der Direktion in Essen

- 1901 das laufende Geschäft des Bankhauses M. A. von Rothschild & Söhne in Frankfurt am Main
- 1904 das Bankhaus Schultze & Wolde in Bremen
- 1911 das Bankhaus Bamberger & Co. in Mainz
- 1914 den A. Schaaffhausen’schen Bankverein in Köln (formal selbständig bis 1929)
- 1915 die Rheinische Bank in Mülheim an der Ruhr
- 1916 die Königsberger Vereinsbank in Königsberg
- 1917 den Magdeburger Bankverein in Magdeburg und die Westfälisch-Lippische Vereinsbank AG in Bielefeld
- 1918 die Trierische Volksbank AG in Trier
- 1919 das Bankhaus Stahl und Federer in Stuttgart
- 1919 die Bankfirma Hermann Bartels in Hannover[4]
- 1919 das Bankhaus Kade & Co. in Sorau und Sagan[4]
- 1920 das Bankhaus Prinz & Marck jun. in Breslau
- 1921 die Schlesische Handelsbank AG in Breslau
- 1921 das Bankhaus Macaire & Compagnie der Familie Macaire in Konstanz
- 1922 das Bankhaus Ephrussi & Co. in Wien mit Alexander Weiner als Chef ab 1924; 1933 wurde das Engagement beendet.[5]
- 1925 die Bank für Thüringen in Meiningen
- 1928 die Deutsche Hansa-Bank AG in München

Im Jahre 1929 schlossen sich die Deutsche Bank, die Disconto-Gesellschaft, die Rheinische Creditbank und der A. Schaaffhausen’sche Bankverein zur Deutschen Bank und Disconto-Gesellschaft (DeDi-Bank) zusammen, die sich ab 1937 nur noch Deutsche Bank nannte.

## Persönlichkeiten

Adolph von Hansemann

Bankiers der Disconto-Gesellschaft spielten in der deutschen Politik und Wirtschaftsgeschichte oft eine bedeutende Rolle, unter anderem:
- David Hansemann (Geschäftsinhaber 1851–1864)
- Karl Mathy (Geschäftsinhaber 1855–1857)
- Adolph von Hansemann (Geschäftsinhaber 1857–1903)
- Adolph Salomonsohn (Geschäftsinhaber 1869–1888)
- Alexander Schoeller (Geschäftsinhaber 1884–1911)
- Arthur Salomonsohn (Geschäftsinhaber 1895–1929)
- Paul David Fischer, (Aufsichtsratsvorsitzender 1902–1920)
- Georg Solmssen (Geschäftsinhaber 1911–1929)
- Hermann Fischer (Geschäftsinhaber 1914–1919)